# Walenstadt
Walenstadt is een gemeente en plaats in het Zwitserse kanton Sankt Gallen, en maakt deel uit van het district Sarganserland.
Walenstadt telt 4749 inwoners en ligt aan de oostelijke oever van het Walenmeer.

## Geboren
- Daniel Anrig (1972), voormalig commandant van de Zwitserse garde
- Martin Kohler (1985), wielrenner
- Sabrina Windmüller (1987), schansspringster
- Julie Zogg (1992), snowboardster

## Foto's

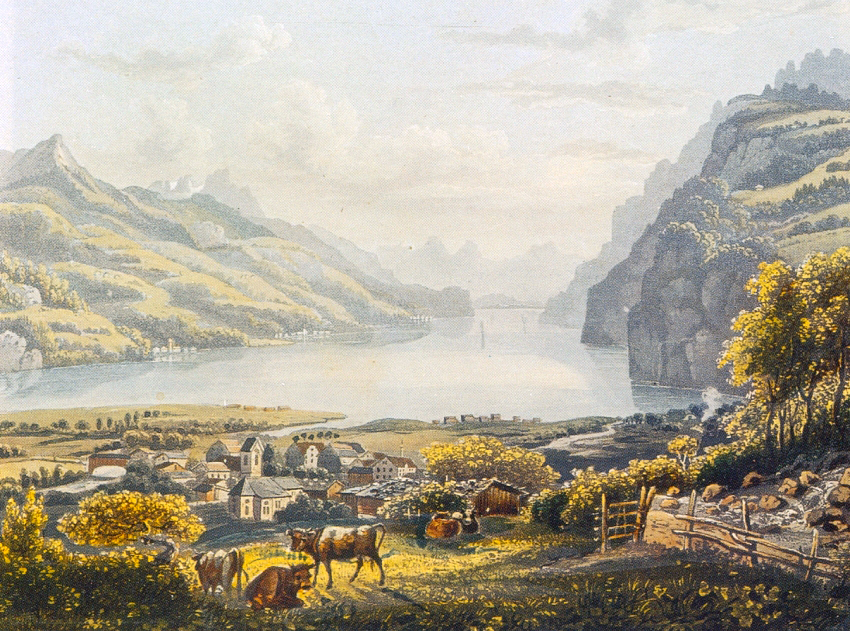
rond 1840
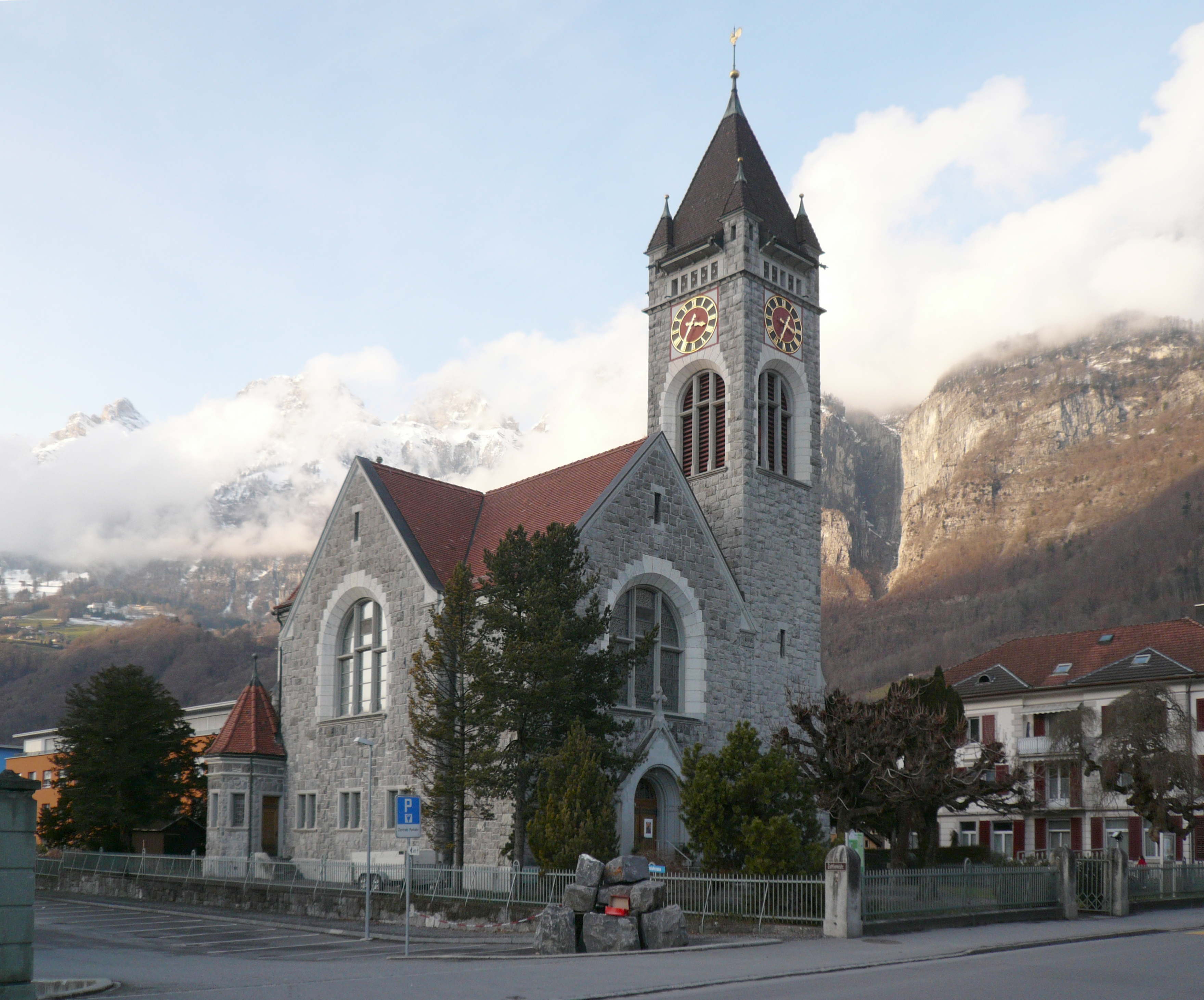
Protestantse kerk
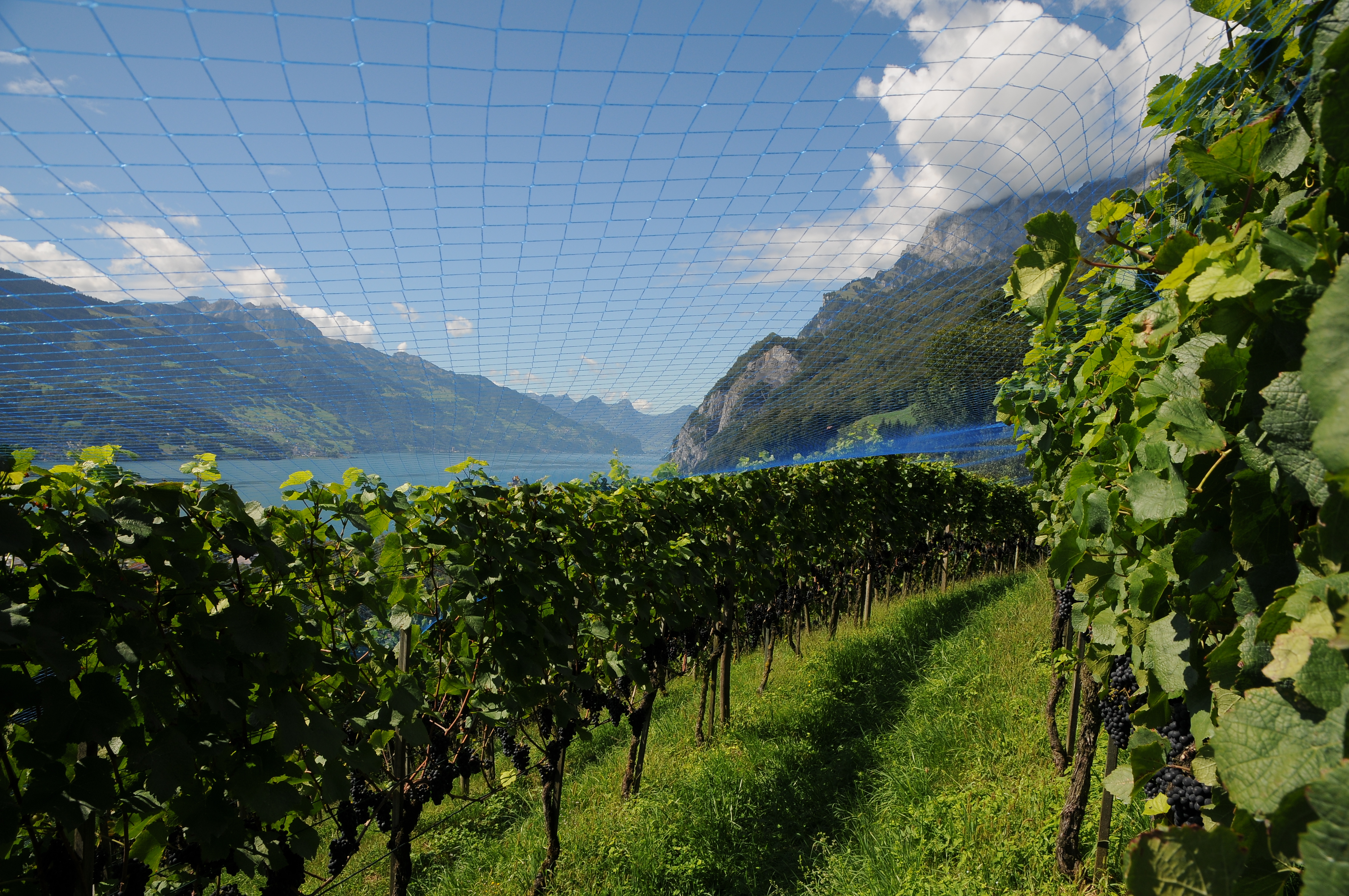
Wijnbouw

Bad Ragaz · Flums · Mels · Pfäfers · Quarten · Sargans · Vilters-Wangs · Walenstadt
- Gemeinsame Normdatei: 4398231-1
- Historisch woordenboek van Zwitserland: 001359
- Library of Congress Control Number: no2004058740
- MusicBrainz: d3905b63-a4b8-4ffc-8395-d485ef671270
- Virtual International Authority File: 150448641